# Tvåtåiga sengångare
Tvåtåiga sengångare (Choloepus) är ensamt släkte inom familjen Megalonychidae som ingår i ordningen håriga trögdjur. Släktet omfattar bara de två arterna Linnés (Choloepus didactylus) och Hoffmanns tvåtåiga sengångare (Choloepus hoffmanni) och förekommer i tropisk regnskog i Central- och Sydamerika. Även om de liknar de något mindre och generellt långsammare tretåiga sengångarna, så finns det inget nära släktskap mellan de båda släktena.

## Utbredning
Arterna i släktet förekommer i tropiska regnskogen i Central- och Sydamerika. Hoffmanns tvåtåiga sengångare förekommer i två skilda populationer, en vars utbredningsområde sträcker sig från Nicaragua till Venezuela och en som förekommer i västra Amazonområdet i norra Sydamerika. Linnés tvåtåiga sengångare förekommer i hela Amazonområdet och i angränsande bergstrakter. I bergsregionerna förekommer de upp till 3 300 meter över havet.

## Utseende

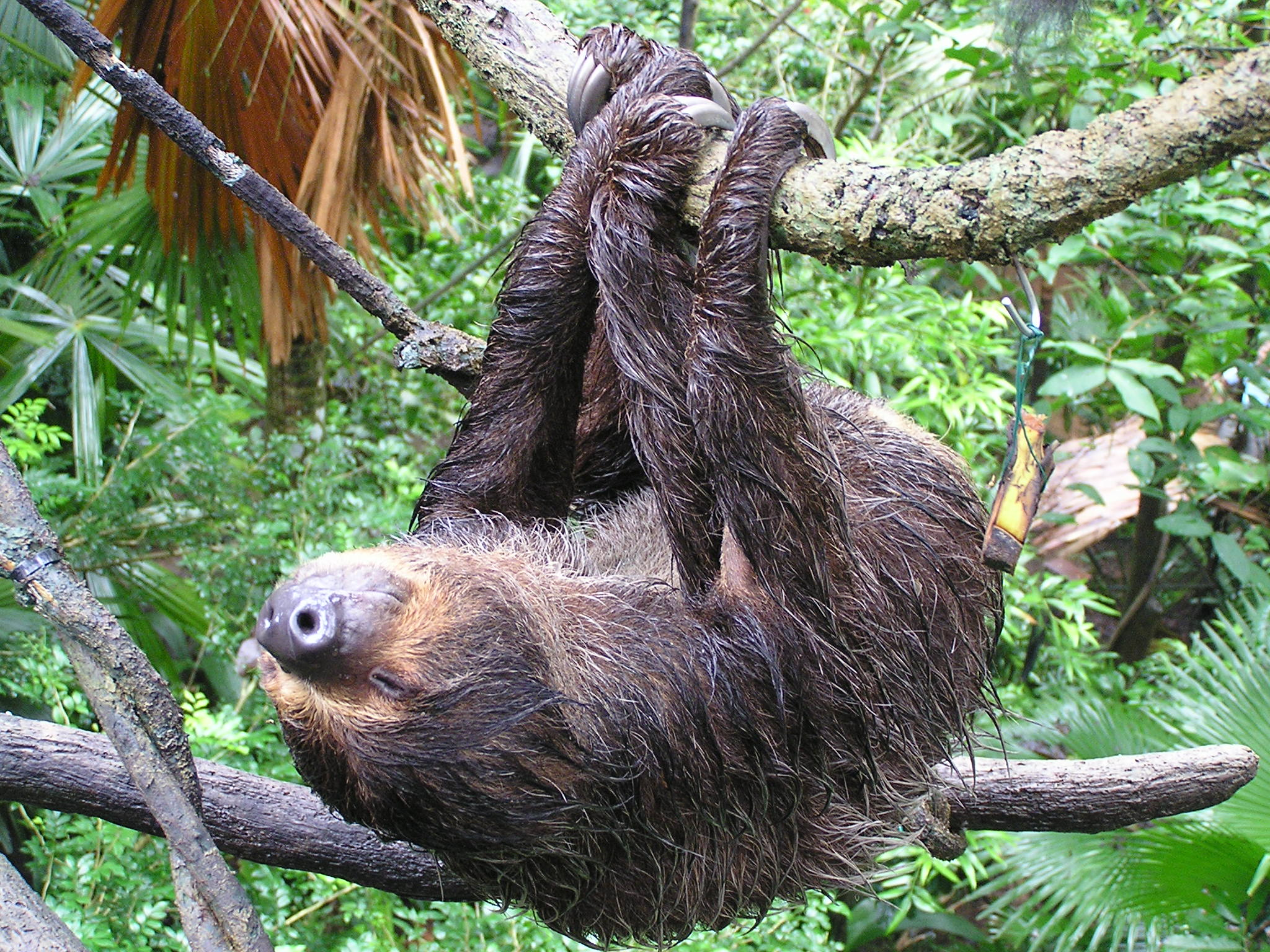
Choloepus hoffmanni

Med sin kroppsbyggnad är de väl anpassade till sitt levnadssätt, som består i att hänga i träd. Pälsen bildar en bena på buken och går sedan åt bägge sidor så att regnvattnet bättre kan rinna av. Hårfärgen varierar mellan gulaktig och gråbrun och huvudet är oftast ljusare än den övriga kroppen. På grund av alger upplevs pälsen ibland grönaktig. Extremiteterna är ungefär lika långa. De främre har två, och de bakre tre tår som alla är försedda med klor. Den saknar svans och den har färre ryggkotor än tretåiga sengångare. Skallen är kort och relativ klotformigt och öronen är inte synliga. Tvåtåiga sengångare utvecklar inga mjölktänder och har istället tänder som växter hela livet och slipps ned av födan. Den har tio tänder i överkäken och åtta till tio tänder i underkäken. Hos vuxna individer skiljer sig uppsättningen av tänder mellan släktets två arter (se artartiklarna). Vuxna individer har en kroppslängd på mellan 54 och 75 centimeter och en genomsnittlig vikt på sex kilogram, men varierar mellan fyra och åtta och ett halvt kilogram.

## Ekologi
Tvåtåiga sengångare tillbringar nästan hela livet hängande i grenar. På grund av att deras föda har så lågt näringsvärde är hela levnadssättet inriktat på att spara energi. Å andra sidan är de inte lika specialiserade på vissa födoämnen som tretåiga sengångare anses därför vara "snabbare". Alla aktiviteter, som födosök, parning, födelse samt sömn sker hängande med huvudet nedåt. De lämnar träden bara för att byta träd och för att släppa spillning. Det sistnämnda sker bara en gång i veckan på grund av den låga ämnesomsättningen. I träden kan de förflytta sig 36 meter per dag men på marken är de mycket hjälplösa. Anmärkningsvärd är deras goda simmförmåga. Tvåtåiga sengångare sover ungefär 15 timmar per dag och är huvudsakligen nattaktiva. De lever vanligen ensamma men ibland syns flera honor på samma träd.
Med sina främre klor och sina tänder har de bra försvarsförmåga mot fiender men främst utnyttjar de sitt kamouflage. På marken är de tämligen sårbar och där faller de ibland offer för jaguarer, ozeloter eller andra kattdjur.

### Föda
Tvåtåiga sengångare är inte lika specialiserade som tretåiga sengångare. De äter frukter, löv och växtknoppar. Ibland tar de även insekter och andra mindre djur som föda.

### Fortplantning
Även när dessa djur parar sig hänger de med huvudet nedåt i träden. Dräktigheten varar i cirka 6 månader och sedan föds en unge. Den är då ungefär 25 centimeter långt och väger cirka 350 till 450 gram. De första veckorna klamrar sig ungen fast vid moderns päls. Efter fem månader börjar den med fast föda och efter cirka två år är den självständig. Honor blir könsmogna efter tre och ett halvt, medan hannar blir det efter fyra till fem år. Livslängden i naturen ligger på 20 år. Djur i fångenskap har blivit upp till 32 år gamla.

## Status och hot
Det största hotet utgörs av habitatförstöring genom skogsskövling. Dessutom jagas de ofta av ursprungsbefolkningen. Några fångas även för att säljas som sällskapsdjur. Trots detta kategorisera IUCN de båda arterna av tvåtåiga sengångare inte som hotade.

## Systematik

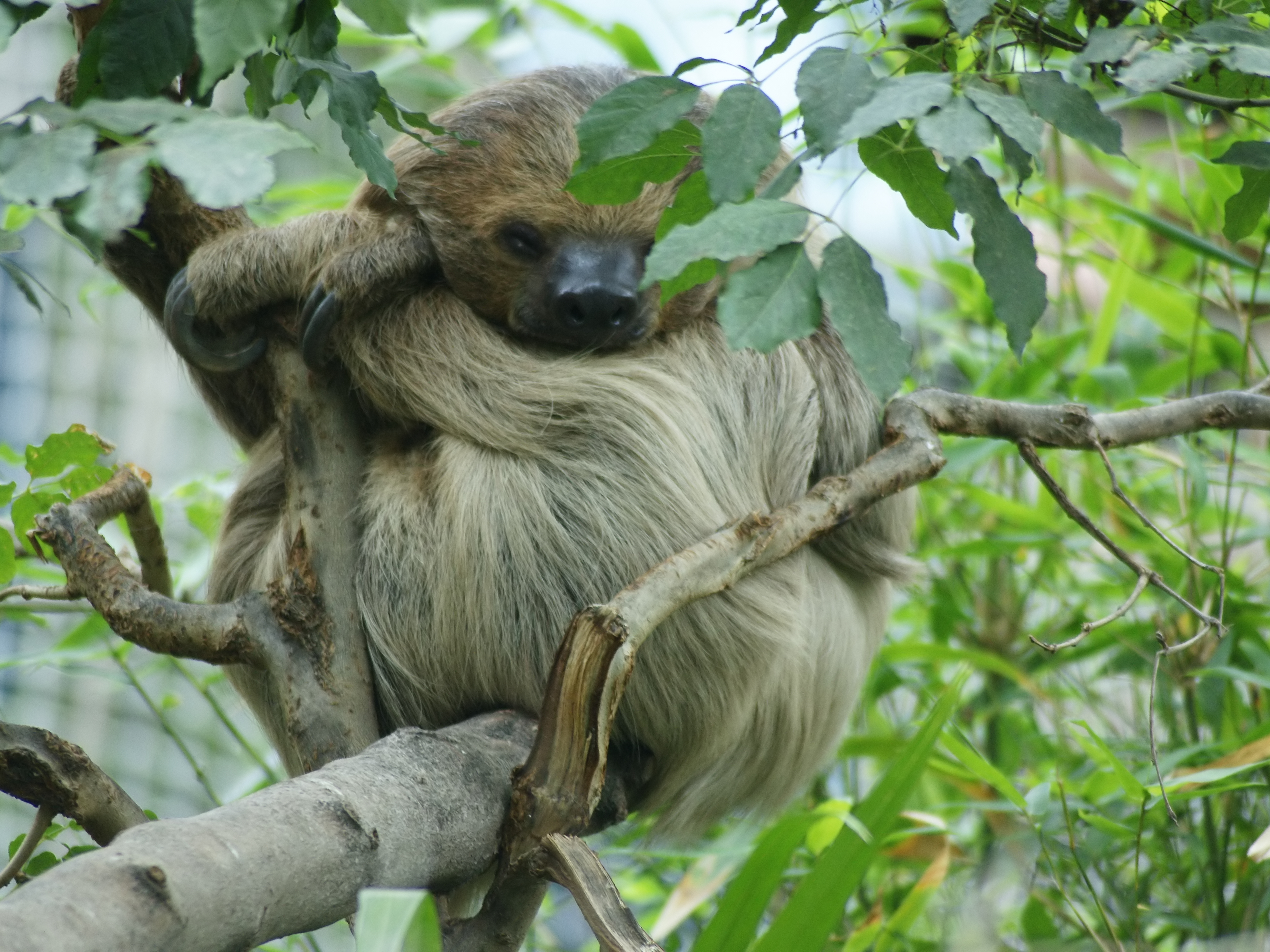
Linnés tvåtåiga sengångare (Choloepus didactylus)

Av släktet finns idag två recenta arter:
- Linnés tvåtåiga sengångare (Choloepus didactylus), har sju ryggkotor i nacken och förekommer bara i norra Sydamerika.
- Hoffmanns tvåtåiga sengångare (Choloepus hoffmanni), har sex ryggkotor i nacken och har ett större utbredningsområde, från Centralamerika till Brasilien.

Tvåtåiga sengångare är närmare släkt med de utdöda jättesengångare av familjen Mylodontidae, som däremot levde på marken, än med de liksom trädlevande tretåiga sengångarna. Choloepus bildar tillsammans med det utdöda släktet Megalonyx och andra utdöda arterna från Stora Antillerna familjen Megalonychidae.